# Kuronezumia macronema
Kuronezumia macronema es una especie de pez de la familia Macrouridae en el orden de los Gadiformes.

## Hábitat
Es un pez de aguas profundas que vive entre 622-803 m de profundidad.

## Distribución geográfica
Se encuentra en las Filipinas.